# Келли, Джош (актёр)
Джош Ке́лли (англ. Josh Kelly, род. 25 апреля 1982) — американский актёр. Келли наиболее известен благодаря своей роли Каттера Вентворта в мыльной опере ABC «Одна жизнь, чтобы жить».
Келли родился в семье военных, в Йокосуке, Япония, и в девятнадцатилетнем возрасте был призван в армию и направлен в Афганистан. В 2003 году он перебрался в Лос-Анджелес, где обучался актёрской профессии. С тех пор он появился в ряде телешоу, таких как «C.S.I.: Место преступления Майами», «Настоящая кровь» и «Морская полиция: Лос-Анджелес», а также в нескольких незначительных фильмах. В 2010 году он присоединился к мыльной опере ABC «Одна жизнь, чтобы жить». Он ушел из шоу в конце 2011 года и после появился в «Армейские жёны», а в 2013 году вернулся в «Одна жизнь, чтобы жить» в ходе неудачного воскрешения шоу в интернете. Келли играет одну из главных ролей в сериале Lifetime «Нереально» в 2014 году.

## Фильмография
| Год  | Название на русском                 | Название на английском              | Роль          | Примечания             |
| ---- | ----------------------------------- | ----------------------------------- | ------------- | ---------------------- |
| 2006 | Огонь по своим                      | Friendly Fire                       |               | Direct-to-video        |
| 2007 | Охота на динозавра                  | Supergator                          | Райан Хьюстон | Direct-to-video        |
| 2007 | 9 секунд                            | 9 Seconds                           | Пол           | Короткометражный фильм |
| 2009 | Трансформеры: Месть падших          | Transformers: Revenge of the Fallen | Стоун         |                        |
| 2009 | Круг восьми                         | Circle of Eight                     | Бэйл          |                        |
| 2010 | Портал                              | The Portal                          | Джон          |                        |
| 2011 | Трансформеры 3: Тёмная сторона Луны | Transformers: Dark of the Moon      | Стоун         |                        |
| 2011 | Город волков                        | Wolf Town                           | Роб           |                        |

| Год             | Название на русском               | Название на английском | Роль              | Примечания                             |
| --------------- | --------------------------------- | ---------------------- | ----------------- | -------------------------------------- |
| 2006            | Желание                           | Desire                 | Феликс            | 19 эпизодов                            |
| 2007            | Дурнушка                          | Ugly Betty             | Парень в автобусе | Эпизод: «In or Out»                    |
| 2007            | Лас-Вегас                         | Las Vegas              | Мастер            | Эпизод: «The Glass Is Always Cleaner»  |
| 2007            | Лунный свет                       | Moonlight              | Кэлвин            | Эпизод: «B.C.»                         |
| 2008            | C.S.I.: Место преступления Майами | CSI: Miami             | Пол               | Эпизод: «Raising Caine»                |
| 2008            | Настоящая кровь                   | True Blood             | Член братства     | Эпизод: «Strange Love»                 |
| 2009            | Кукольный дом                     | Dollhouse              | Мужчина           | Эпизод: «Epitaph One»                  |
| 2010            | Морская полиция: Лос-Анджелес     | NCIS: Los Angeles      | Ренни             | Эпизод: «Breach»                       |
| 2010            | Вспомни, что будет                | FlashForward           | Грэм Кампос       | Эпизод: «Revelation Zero: Part 2»      |
| 2010-2011, 2013 | Одна жизнь, чтобы жить            | One Life to Live       | Каттер Вентворт   | Дневная мыльная опера                  |
| 2012            | Армейские жёны                    | Army Wives             | Коди Андерсон     | Эпизоды: «Tough Love» и «Battle Scars» |
| 2012            | Бен и Кейт                        | Ben and Kate           | Стив              | Эпизод: «Scaredy Kate»                 |
| 2012            | Риццоли и Айлс                    | Rizzoli & Isles        | Райан             | Эпизод: «No More Drama in My Life»     |
| 2013            | Тупые девочки                     | Dumb Girls             | Дэнни             | Пилот                                  |
| 2014            | Нереально                         | Нереально              | Джереми           | Регулярная роль                        |